# Alla mia piccola Sama
Alla mia piccola Sama (For Sama) è un film documentario del 2019 diretto da Waad al-Kateab ed Edward Watts.

## Trama
Il film segue la vita di Waad al-Kateab, studentessa siriana ad Aleppo, dal 2011 al 2016, testimoniando continuativamente attraverso lo sguardo della sua videocamera le vicende della città e dei suoi abitanti durante la guerra civile siriana, dalle prime proteste fino alla battaglia di Aleppo. Nel mentre la vita di Waad al-Kateab si lega con quella di Hamza, uno degli ultimi medici rimasti in città, col quale si sposa ed ha una bambina, Sama, che nasce nell’ospedale di Al Quds, supportato da Medici Senza Frontiere.

## Distribuzione
Il film è stato presentato in anteprima al South by Southwest film festival l'11 marzo 2019. È stato distribuito nelle sale cinematografiche britanniche dal 13 settembre dello stesso anno da Republic Film Distribution. Il film è stato distribuito nelle sale cinematografiche italiane da Wanted a partire dal 13 febbraio 2020.

## Riconoscimenti
- 2020 - Premi Oscar[7]
  - Candidatura per il miglior documentario
- 2020 - Premi BAFTA[8][9]
  - Miglior documentario
  - Candidatura per il miglior film britannico
  - Candidatura per il miglior film in lingua straniera
  - Candidatura per il miglior esordio britannico da regista, sceneggiatore o produttore a Waad al-Kateab ed Edward Watts
- 2019 - British Independent Film Awards[10][11]
  - Miglior film indipendente britannico
  - Miglior regista a Waad al-Kateab ed Edward Watts
  - Miglior documentario
  - Miglior montaggio a Chloe Lambourne e Simon McMahon
  - Candidatura per le migliori musiche a Nainita Desai
- 2019 - Chicago Film Critics Association Awards[12]
  - Candidatura per il miglior documentario
- 2019 - European Film Awards[13]
  - Miglior documentario
- 2019 - Festival di Cannes[14]
  - L'Œil d'or
- 2019 - National Board of Review Awards[15]
  - Premio per la libertà d'espressione
- 2019 - Satellite Award[16]
  - Candidatura per il miglior documentario
- 2019 - South by Southwest Film Festival[17]
  - Premio della Giuria - Miglior documentario
  - Premio del pubblico
- 2020 - Independent Spirit Awards[18]
  - Candidatura per il miglior documentario